# Obersetzen
Obersetzen ist der nördlichste Stadtteil der Groß- und Kreisstadt Siegen.

## Geografie
Obersetzen liegt im Norden Siegens und grenzt an Niedersetzen im Süden, an die Netphener Stadtteile Dreis-Tiefenbach und Eckmannshausen im Südosten und Unglinghausen im Osten, an die Kreuztaler Stadtteile Kredenbach und Ferndorf im Norden und Buschhütten im Westen.
Der Ort liegt auf zwischen 270 und 330 m Höhe im oberen Tal der Setze, die etwa 1,5 km nordwestlich entspringt und in Geisweid in die Ferndorf mündet. Höchste Erhebung in der Gemarkung ist ein namenloser Gipfel im Osten mit 450,1 m Höhe. Weitere Berge sind der Blecherother Schlag mit 435,2 m Höhe im Südosten oder der 376,1 m hohe Hungenberg im Westen.

## Geschichte
Um das Jahr 1300 wurde Obersetzen erstmals urkundlich als „communitas setze“ genannt. Im Jahr 1705 wanderten acht Obersetzer Familien nach Ostpreußen aus.
Am 30. März 1774, dem 2. Ostertag, wurde das Dorf Obersetzen durch ein Feuer vernichtet. Dabei fielen 24 Häuser und 11 weitere Gebäude der Feuersbrunst zum Opfer. Ein Jahr nach dem Brand wird eine Schule gebaut, die in den 1870er Jahren umgebaut wurde und seit 1983 im Besitz des Heimatvereins ist. Laut einer Berufszählung aus dem Jahr 1815 arbeiteten 24 von 33 Erwerbstätigen als Leinenweber zuhause. Dies änderte sich mit der Industrialisierung, als diese Arbeit durch Maschinen abgelöst wurde und die Bewohner ihr Geld mehr und mehr im Bergbau und der Hüttenindustrie verdienten.
Bis zur kommunalen Neugliederung im Jahr 1966 gehörte der Ort dem Amt Netphen an und wurde am 1. Juli 1966 ein Stadtteil der neuen Stadt Hüttental. Seit dem 1. Januar 1975 gehört Obersetzen zu Siegen.

### Einwohnerzahlen
Einwohnerzahlen des Ortes:
| Jahr | Einwohner |
| ---- | --------- |
| 1818 | 218       |
| 1885 | 248       |
| 1895 | 241       |
| 1905 | 314       |
| 1910 | 306       |
| 1925 | 338       |

| Jahr | Einwohner |
| ---- | --------- |
| 1933 | 353       |
| 1939 | 409       |
| 1950 | 510       |
| 1961 | 610       |
| 1994 | 780       |
| 2004 | 786       |

| Jahr | Einwohner |
| ---- | --------- |
| 2006 | 799       |
| 2008 | 845       |
| 2009 | 850       |
| 2010 | 862       |
| 2011 | 861       |
| 2012 | 868       |

| Jahr | Einwohner |
| ---- | --------- |
| 2013 | 859       |
| 2014 | 856       |
| 2015 | 856       |
| 2016 | 843       |

## Infrastruktur
Obersetzen liegt an der Kreisstraße 27, die von Geisweid über Niedersetzen und den Ort weiter nördlich bis nach Unglinghausen führt. Im Ort zweigt die K 28 ab, die westlich nach Bottenbach / Buschhütten führt. Über Geisweid ist der Ort an die Hüttentalstraße und über die Abfahrt Siegen an die Bundesautobahn 45 angebunden. Der nächste Bahnhof ist in Geisweid.
Obersetzen verfügt über einen Friedhof, ein Vereinshaus, die ehemalige Setzer Grundschule (mit Niedersetzen) und eine Kindertagesstätte.

## Sehenswürdigkeiten
Die Kapellenschule wurde 1775 als zweistöckiges Fachwerkhaus mit Glockenturm in der Mitte errichtet. Unten wurde der Gottesdienst abgehalten, während oben die Kinder zum Schulunterricht gingen. In den 1870er Jahren wurde die Schule nach unten verlegt, oben wurde eine Wohnung für den Lehrer eingerichtet. Nach dem Bau eines größeren Schulhauses aufgrund der gestiegenen Schülerzahl von 92 um 1900 auf 150 im Ersten Weltkrieg wurde die Kapellenschule fortan als Gottesdienstraum und für die kirchliche Arbeit genutzt. Von 1983 bis 1987 wurde das Gebäude vom Heimatverein renoviert und dient nun als Heimatstube und -museum mit verschiedenen Ausstellungsstücken zu Alltag, Hauberg, Landwirtschaft, Bergbau und Hüttenindustrie.
In Obersetzen befindet sich zudem ein am 27. August 1922 eingeweihtes Kriegerehrenmal.

## Sport

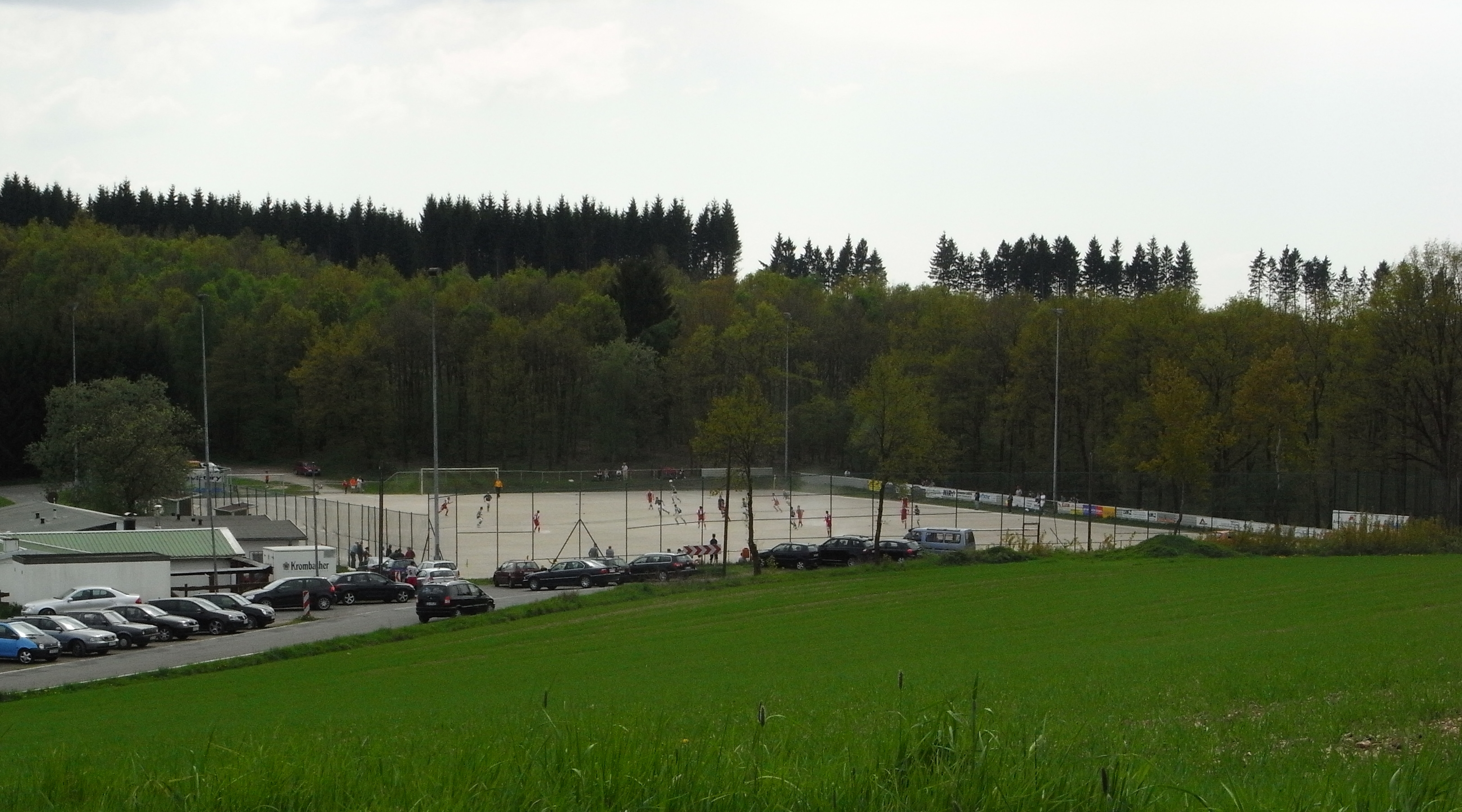
Sportplatz des SV Setzen 1911

Der größte Sportverein im Ort ist der SV Setzen 1911, der Hauptaugenmerk liegt bei diesem Verein auf Fußball, es gibt jedoch auch eine kleine Turnabteilung.
Der Fußballplatz liegt etwas abseits von dem Hauptort nahe an der Grenze zu Buschhütten und wurde im Jahr 2010 mit einem Kunstrasenbelag ausgestattet.